# Sakai Izumi
Kamachi Sachiko (蒲池 幸子 6 tháng 2 năm 1967 – 27 tháng 5 năm 2007), được biết đến với nghệ danh Sakai Izumi (坂井 泉水), là một nữ ca sĩ, nhạc sĩ nhạc pop người Nhật Bản và thành viên của nhóm nhạc Zard. Vì Sakai là thành viên duy nhất trụ lại trong khi nhiều thành viên khác thường tham gia rồi rời đi thường xuyên, nên đôi khi, tên của cô còn đượẻc dùng để chỉ nhóm nhạc này. Với hơn 37 triệu bản thu âm bán ra, Sakai được đánh giá là nữ nghệ sĩ thu âm bán chạy nhất thập niên 1990, đồng thời là một trong những nghệ sĩ có những sản phẩm thu âm bán chạy nhất mọi thời đại tại Nhật Bản.
Sakai qua đời ngày 27 tháng 5 năm 2007. Nguyên nhân cái chết được cho là ngã cầu thang. Cô qua đời sau một thời gian dài chống chọi với bệnh ung thư cổ tử cung.